# Československá ženská volejbalová reprezentace
Československá volejbalová reprezentace žen bylo reprezentační družstvo Československa ve volejbale, které se účastnilo mezinárodních soutěží, jako je mistrovství světa, mistrovství Evropy nebo olympijský turnaj. Jejím největším úspěchem byl titul mistryň Evropy z roku 1955. Ze světového šampionátu přivezla dva bronzy (1952, 1960). Nejlepším výsledkem na olympijských hrách bylo šesté místo v roce 1968. Nástupnickými reprezentacemi jsou česká a slovenská.

## Medailistky
ME 1955: Jindřiška Holá • Drahoslava Kopová • Lenka Šírková • Božena Lútočková • Regina Obadálková • Alena Ursínyová • Libuše Šormová • Janka Šindelářová • Svatava Vráželová • Běla Paclíková • Alžběta Technovská • Bohumila Valášková

## Mistrovství světa
| Rok/pořádající země   | Účast                           |
| --------------------- | ------------------------------- |
| MS 1952 Sovětský svaz | Bronzová medaile                |
| MS 1956 Francie       | 4. místo                        |
| MS 1960 Brazílie      | Bronzová medaile                |
| MS 1962 Sovětský svaz | 6. místo                        |
| MS 1967 Japonsko      | Bez účasti                      |
| MS 1970 Bulharsko     | 5. místo                        |
| MS 1974 Mexiko        | 17. místo                       |
| MS 1978 Sovětský svaz | 12. místo                       |
| MS 1982 Peru          | Bez účasti                      |
| MS 1986 ČSSR          | 11. místo                       |
| MS 1990 Čína          | Bez účasti                      |
| Celkem                | Účast – 8× · – 0× · – 0× · – 2× |

## Mistrovství Evropy
| Rok/pořádající země | Účast                            |
| ------------------- | -------------------------------- |
| ME 1949 ČSR         | Stříbrná medaile                 |
| ME 1950 Bulharsko   | Bronzová medaile                 |
| ME 1951 Francie     | Bez účasti                       |
| ME 1955 Rumunsko    | Zlatá medaile                    |
| ME 1958 ČSR         | Stříbrná medaile                 |
| ME 1963 Rumunsko    | 6. místo                         |
| ME 1967 Turecko     | Bronzová medaile                 |
| ME 1971 Itálie      | Stříbrná medaile                 |
| ME 1975 Jugoslávie  | 5. místo                         |
| ME 1977 Finsko      | 5. místo                         |
| ME 1979 Francie     | 7. místo                         |
| ME 1981 Bulharsko   | 6. místo                         |
| ME 1983 NDR Německo | 8. místo                         |
| ME 1985 Nizozemsko  | 4. místo                         |
| ME 1987 Bulharsko   | Bronzová medaile                 |
| ME 1989 Německo     | 5. místo                         |
| ME 1991 Itálie      | 5. místo                         |
| Celkem              | Účast – 16× · – 1× · – 3× · – 3× |

## Olympijské hry
| Rok/pořádající země  | Účast                           |
| -------------------- | ------------------------------- |
| LOH 1964 Tokio       | Bez účasti                      |
| LOH 1968 Mexico City | 6. místo                        |
| LOH 1972 Mnichov     | 7. místo                        |
| LOH 1976 Montreal    | Bez účasti                      |
| LOH 1980 Moskva      | Bez účasti                      |
| LOH 1984 Los Angeles | Bez účasti                      |
| LOH 1988 Soul        | Bez účasti                      |
| LOH 1992 Barcelona   | Bez účasti                      |
| Celkem               | Účast – 2× · – 0× · – 0× · – 0× |